# Гумати
Гумати (груз. გუმათი) — село в Грузии, на территории Цхалтубского муниципалитета края (мхаре) Имеретия.

## География
Село находится в западной части Грузии, на правом берегу реки Риони, на расстоянии 5 километров к востоко-северо-востоку от города Цхалтубо, административного центра муниципалитета. Абсолютная высота — 331 метр над уровнем моря.

## Население
По результатам официальной переписи населения 2014 года, в Гумати проживало 426 человек (222 мужчины и 204 женщины). В национальной структуре населения грузины составляли 99,5 %, русские — 0,25 %, французы — 0,25 %.
| Год  | Население, человек |
| ---- | ------------------ |
| 2002 | 591                |
| 2014 | ↘ 426              |